# مونه کامیشیرایشی
مُونه کامیشیرایشی (انگلیسی: Mone Kamishiraishi؛ زادهٔ ۲۷ ژانویهٔ ۱۹۹۸) بازیگر، صداپیشه، و خواننده اهل ژاپن است. او خواهر بزرگتر موکا کامیشیرایشی است.

## زندگی‌نامه
کامیشیرایشی در کاگوشیما، ژاپن به دنیا آمد، خانوادهٔ او به دلیل کار پدرش به مدت سه سال در مکزیک زندگی کردند. او می‌تواند انگلیسی و کمی اسپانیایی صحبت کند. معلم مدرسه موسیقی‌اش به او پیشنهاد کرد که در آزمون بازیگری سیندرلای توهو در سال ۲۰۱۱ شرکت کند، آزمونی که توسط شرکت توهو انترتینمنت برگزار شد و او برندهٔ جایزه هیئت داوران گردید. او نخستین بازی درام خود را در قسمت پایانی مجموعه تلویزیونی تاریخی گو: شاهدخت‌های سنگوکو با هنرنمایی جوری اوئنو انجام داد. اولین حضور او در عرصه موسیقی در سال ۲۰۱۲ و در فیلم پادشاه و من بود. سپس در فیلم موزیکال لیدی مایکو به نویسندگی و کارگردانی ماسایوکی سوئو نقش یک گیشای بلندپرواز را بازی کرد. در سال ۲۰۱۶، به عنوان بازیگر نقش اول زن در فیلم پویانمایی نام تو اثر ماکوتو شینکای به شهرت جهانی دست یافت، و جایزه‌ای را در یازدهمین دوره جوایز سییو دریافت کرد.